# 师帅 (官职)
师帅，太平天国官职，亦是太平军武官。

## 概述
師帥統領一師，階級在軍帥之下，旅帥之上。
依《天朝田亩制》及《太平军目》规定，下辖五旅帅，约3000人。
师帅于太平军中为中高级军官，于现代军队中大致等同于团级单位。
一师之中除正职军官外，亦有大部分杂职及杂官，所以实际人数多于三千，并其所属非正职人员亦受所属师帅管辖。